# Il tempo ritrovato
Il tempo ritrovato (Le temps retrouvé) è il settimo ed ultimo volume dell'opera di Marcel Proust Alla ricerca del tempo perduto (À la recherche du temps perdu). 
Questo volume, pubblicato nel 1927, è il terzo ed ultimo volume dell'opera ad essere pubblicato postumo.

## Tematiche
Tra i vari volumi ci sono dei temi ricorrenti, che sono: il tempo e la memoria, dunque il racconto da parte dell'autore di esperienze autobiografiche.
Questo volume è intitolato Il tempo ritrovato, proprio perché si narra di come Marcel, ormai avanti con gli anni, ricordi il proprio passato e lo percepisca in modo diverso da come lo aveva vissuto. Ogni avvenimento, infatti, assume un significato differente rispetto a quello che era stato per il protagonista, proprio perché ogni avvenimento è come se fosse un “tempo ritrovato”.

## Trama
Dopo molti anni passati in provincia, il narratore torna a Parigi. Qui sono avvenuti molti cambiamenti nei circoli mondani che frequentava e che hanno perso il loro prestigio. L'opera si chiude con una riflessione sul tempo.
Il settimo ed ultimo volume si apre con il narratore che soggiorna per qualche giorno nella villa di Gilberte. I due trascorrono del tempo insieme a ricordare la loro infanzia ed il loro amore e sarà proprio questo ricordo a causare tristezza a Gilberte. La ragazza soffre perché prova nostalgia per quei tempi in cui era felice, a differenza di ora, che è triste, a causa dell'infedeltà del marito Saint-Loup. 
Poi segue una dettagliata descrizione di Parigi durante il periodo della prima guerra mondiale. Qui allora soggiornava il barone di Charlus, sempre alle prese con storie d'amore omosessuali. 
Nel 1918, ovvero nel momento in cui termina la prima guerra mondiale, il narratore, dopo essere stato in una casa di cura, si reca ad un ricevimento della principessa Guermantes (madame Verdurin, rimasta vedova e subito risposatasi). Qui Marcel ha l'occasione di rincontrare dei suoi vecchi amici, ma purtroppo non riesce a riconoscerli, in quanto è passato molto tempo dall'ultima volta che li ha visti. 
Il protagonista al ricevimento si sofferma nell'osservare alcuni particolari, come l'irregolarità del pavimento del cortile ed il rumore provocato da un cucchiaio appoggiato su un piatto. Questi particolari, per chiunque banali, sono significativi invece per Marcel, poiché fanno riaffiorare in lui alcuni ricordi gioiosi della sua giovinezza. Saranno proprio questi ricordi a convincere il protagonista a scrivere un libro al riguardo. 
Infatti il narratore pensa che la sua età avanzata rappresenti il momento migliore per scrivere questo libro, in quanto egli avrà modo di raccontare e giudicare i suoi ricordi da un punto di vista più maturo.

## Edizioni

### Traduzioni italiane
Oggi le edizioni di riferimento di questo volume sono considerate quelle di Einaudi, con il testo tradotto da Giorgio Caproni, a cura di Mariolina Bongiovanni Bertini, e quella di Mondadori, con il testo tradotto da Giovanni Raboni e la cura di Luciano De Maria.
- 1951, Giorgio Caproni, Einaudi
- 1990, Giuseppe Grasso, Newton Compton, poi Orsa Maggiore
- 1993, Giovanni Raboni, Mondadori
- 1994, Maria Teresa Nessi Somaini, Rizzoli